# 会計検査院規則
会計検査院規則（かいけいけんさいんきそく）は、日本の会計検査院が定めた規則。

## 概要
会計検査院は行政機関であり、会計検査院規則は会計検査院が行政立法の形式で出した、会計検査院法第三十八条などに基づく命令である。会計検査院は憲法第90条に基づき設置された機関で、内閣から高い独立性があり、この規則にも排他性が認められている。
検査官から構成される検査官会議の議決により制定され、官報で公布される。
帝国憲法下でも会計検査院は第72条に基づき、憲法にその設置の根拠があったが、旧会計検査院法の下で、そのルール等は勅令によっていたところ、1947年の会計検査院法の施行により、新たに規則が、自主的に定められた。